# Red Line (Dubai Metro)
| \| \| ▼ \| Stationsnummer \| Stationsnummer \| \| \| \| Depot Rashidiya \| \| \| \| \| Streckenende \| \| \| \| \| \| \| \| \| 11 \| Centrepoint \| Centrepoint \| \| \| 12 \| Emirates \| Emirates \| \| \| 13 \| Airport Terminal 3 \| Airport Terminal 3 \| \| \| 14 \| Airport Terminal 1 \| Airport Terminal 1 \| \| \| 15 \| GGICO \| GGICO \| \| \| \| \| \| \| \| 16 \| City Centre Deira \| City Centre Deira \| \| \| 17 \| Al Rigga \| Al Rigga \| \| \| 18 \| Union \| GREEN \| \| \| \| \| \| \| \| \| Khor Dubai \| \| \| \| 19 \| BurJuman \| GREEN \| \| \| \| \| \| \| \| 20 \| ADCB \| ADCB \| \| \| 21 \| Max \| Max \| \| \| 22 \| World Trade Centre \| World Trade Centre \| \| \| 23 \| Emirates Towers \| Emirates Towers \| \| \| 24 \| Financial Centre \| Financial Centre \| \| \| 25 \| Burj Khalifa / Dubai Mall \| Burj Khalifa / Dubai Mall \| \| \| 26 \| Business Bay \| Business Bay \| \| \| \| Dubai-Kanal \| \| \| \| 29 \| Al Safa \| Al Safa \| \| \| 31 \| Equiti \| Equiti \| \| \| 32 \| Mall of the Emirates \| T1 geplant \| \| \| 33 \| Mashreq \| T1 geplant \| \| \| 34 \| Dubai Internet City Palm Jumeirah Monorail geplant \| Dubai Internet City Palm Jumeirah Monorail geplant \| \| \| 35 \| Al Khail \| Al Khail \| \| \| 36 \| Sobha Realty \| T1 \| \| \| 37 \| DMCC \| T1 \| \| \| 38 \| Jabal Ali \| Jabal Ali \| \| \| \| Abzweig Expo 2020 \| \| \| \| 70 \| The Gardens \| The Gardens \| \| \| 71 \| Discovery Gardens \| Discovery Gardens \| \| \| 72 \| Al Furjan \| Al Furjan \| \| \| \| \| \| \| \| 73 \| Jumeirah Golf Estates \| Jumeirah Golf Estates \| \| \| 74 \| Dubai Investment Park \| Dubai Investment Park \| \| \| \| \| \| \| \| 76 \| Expo 2020 \| Expo 2020 \| \| \| \| \| \| \| \| \| Flughafen Dubai-World Central \| \| \| \| 39 \| Ibn Battuta \| Ibn Battuta \| \| \| 40 \| Energy \| Energy \| \| \| 41 \| Danube \| Danube \| \| \| \| \| \| \| \| 42 \| UAE Exchange \| UAE Exchange \| \| \| \| \| \| \| \| \| Streckenende \| \| \| \| \| Depot Jebel Ali \| \| \| \| \| geplante Verlängerung nach Abu Dhabi \| \| |    |                                                    |                                                    |
| | ▼  | Stationsnummer                                     | Stationsnummer                                     |
| U-Bahn-Betriebs-/Güterbahnhof Streckenanfang |    | Depot Rashidiya                                    | Depot Rashidiya                                    |
| U-Bahn-Strecke Anfang Hochstrecke |    | Streckenende                                       | Streckenende                                       |
| |    |                                                    |                                                    |
| U-Bahn-Bahnhof | 11 | Centrepoint                                        | Centrepoint                                        |
| U-Bahn-Haltepunkt / Haltestelle | 12 | Emirates                                           | Emirates                                           |
| U-Bahn-Haltepunkt / Haltestelle | 13 | Airport Terminal 3                                 | Airport Terminal 3                                 |
| U-Bahn-Haltepunkt / Haltestelle | 14 | Airport Terminal 1                                 | Airport Terminal 1                                 |
| U-Bahn-Haltepunkt / Haltestelle | 15 | GGICO                                              | GGICO                                              |
| U-Bahn-Tunnelanfang |    |                                                    |                                                    |
| U-Bahn-Haltepunkt / Haltestelle (im Tunnel) | 16 | City Centre Deira                                  | City Centre Deira                                  |
| U-Bahn-Strecke von halbrechts (im Tunnel) · U-Bahn-Haltepunkt / Haltestelle (im Tunnel) | 17 | Al Rigga                                           | Al Rigga                                           |
| U-Bahn-Bahnhof (im Tunnel) · U-Bahn-Bahnhof (im Tunnel) | 18 | Union                                              | GREEN                                              |
| U-Bahn-Strecke nach halbrechts (im Tunnel) · U-Bahn-Strecke (im Tunnel) |    |                                                    |                                                    |
| |    | Khor Dubai                                         |                                                    |
| U-Bahn-Turmbahnhof mit Tunnelstrecke (im Tunnel) | 19 | BurJuman                                           | GREEN                                              |
| U-Bahn-Tunnelende |    |                                                    |                                                    |
| U-Bahn-Haltepunkt / Haltestelle | 20 | ADCB                                               | ADCB                                               |
| U-Bahn-Haltepunkt / Haltestelle | 21 | Max                                                | Max                                                |
| U-Bahn-Haltepunkt / Haltestelle | 22 | World Trade Centre                                 | World Trade Centre                                 |
| U-Bahn-Haltepunkt / Haltestelle | 23 | Emirates Towers                                    | Emirates Towers                                    |
| U-Bahn-Haltepunkt / Haltestelle | 24 | Financial Centre                                   | Financial Centre                                   |
| U-Bahn-Haltepunkt / Haltestelle | 25 | Burj Khalifa / Dubai Mall                          | Burj Khalifa / Dubai Mall                          |
| U-Bahn-Haltepunkt / Haltestelle | 26 | Business Bay                                       | Business Bay                                       |
| |    | Dubai-Kanal                                        |                                                    |
| U-Bahn-Haltepunkt / Haltestelle | 29 | Al Safa                                            | Al Safa                                            |
| U-Bahn-Haltepunkt / Haltestelle | 31 | Equiti                                             | Equiti                                             |
| U-Bahn-Haltepunkt / Haltestelle | 32 | Mall of the Emirates                               | T1 geplant                                         |
| U-Bahn-Haltepunkt / Haltestelle | 33 | Mashreq                                            | T1 geplant                                         |
| U-Bahn-Kopfbahnhof Anfang Hochstrecke (Strecke außer Betrieb) | 34 | Dubai Internet City Palm Jumeirah Monorail geplant | Dubai Internet City Palm Jumeirah Monorail geplant |
| U-Bahn-Strecke nach halbrechts (außer Betrieb) · U-Bahn-Haltepunkt / Haltestelle | 35 | Al Khail                                           | Al Khail                                           |
| U-Bahn-Haltepunkt / Haltestelle | 36 | Sobha Realty                                       | T1                                                 |
| U-Bahn-Haltepunkt / Haltestelle | 37 | DMCC                                               | T1                                                 |
| U-Bahn-Haltepunkt / Haltestelle | 38 | Jabal Ali                                          | Jabal Ali                                          |
| U-Bahn-Abzweig geradeaus und nach links · U-Bahn-Strecke von rechts |    | Abzweig Expo 2020                                  | Abzweig Expo 2020                                  |
| U-Bahn-Strecke · U-Bahn-Haltepunkt / Haltestelle | 70 | The Gardens                                        | The Gardens                                        |
| U-Bahn-Strecke · U-Bahn-Haltepunkt / Haltestelle | 71 | Discovery Gardens                                  | Discovery Gardens                                  |
| U-Bahn-Strecke · U-Bahn-Haltepunkt / Haltestelle | 72 | Al Furjan                                          | Al Furjan                                          |
| U-Bahn-Strecke · U-Bahn-Tunnelanfang |    |                                                    |                                                    |
| U-Bahn-Strecke · U-Bahn-Haltepunkt / Haltestelle (im Tunnel) | 73 | Jumeirah Golf Estates                              | Jumeirah Golf Estates                              |
| U-Bahn-Strecke · U-Bahn-Haltepunkt / Haltestelle (im Tunnel) | 74 | Dubai Investment Park                              | Dubai Investment Park                              |
| U-Bahn-Strecke · U-Bahn-Tunnelende |    |                                                    |                                                    |
| U-Bahn-Strecke · U-Bahn-Kopfbahnhof Strecke ab hier außer Betrieb | 76 | Expo 2020                                          | Expo 2020                                          |
| U-Bahn-Strecke · U-Bahn-Haltepunkt / Haltestelle (Strecke außer Betrieb) |    |                                                    |                                                    |
| U-Bahn-Strecke · U-Bahn-Kopfbahnhof Ende Hochstrecke (Strecke außer Betrieb) |    | Flughafen Dubai-World Central                      | Flughafen Dubai-World Central                      |
| U-Bahn-Haltepunkt / Haltestelle | 39 | Ibn Battuta                                        | Ibn Battuta                                        |
| U-Bahn-Haltepunkt / Haltestelle | 40 | Energy                                             | Energy                                             |
| U-Bahn-Haltepunkt / Haltestelle | 41 | Danube                                             | Danube                                             |
| U-Bahn-Strecke Ende Hochstrecke |    |                                                    |                                                    |
| U-Bahn-Haltepunkt / Haltestelle Anfang Hochstrecke | 42 | UAE Exchange                                       | UAE Exchange                                       |
| |    |                                                    |                                                    |
| U-Bahn-Strecke Ende Hochstrecke |    | Streckenende                                       | Streckenende                                       |
| U-Bahn-Strecke (außer Betrieb) · U-Bahn-Betriebs-/Güterbahnhof Streckenende |    | Depot Jebel Ali                                    | Depot Jebel Ali                                    |
| |    | geplante Verlängerung nach Abu Dhabi               |                                                    |

Die Red Line (Rote Linie; arabisch الخط الأحمر, DMG al-ḫaṭṭ al-aḥmar) ist eine der zwei aktuell betriebenen U-Bahn-Linien der Metro Dubai in Dubai. Sie ist insgesamt 52,1 km lang und erstreckt sich vom Hafen Dschabal Ali (Station UAE Exchange) bis zum Stadtteil Raschidiyya (Station Rashidiya), der nahe dem Flughafen Dubai liegt. 4,7 km der Strecke verlaufen im Tunnel.

## Geschichte
Die Rote Linie war die erste U-Bahn-Linie innerhalb des Gebiets des Golf-Kooperationsrats (GCC). Aufgrund nicht eingehaltener Zeitpläne musste die Eröffnung zunächst mehrmals verschoben werden. Schließlich erfolgte am 9. September 2009 um 21:09 Uhr (also am 09.09.09 um 09:09 Uhr abends) eine Teileröffnung mit zehn von insgesamt 29 Stationen. Anfang Januar 2010 folgte die Station Burj Khalifa/Dubai Mall anlässlich der Eröffnung des Burj Khalifa. Am 25. April 2010 wurden sieben Stationen eröffnet und am 16. Mai 2010 dann noch weitere drei. Am 15. Oktober 2010 kamen fünf Stationen dazu und schließlich im März 2011 die Endstation Jebel Ali (heute: UAE Exchange). Seit dem 12. Dezember 2012 ist auch die Station Danube (vorher Jebel Ali Industrial) geöffnet, seit dem 30. September 2013 auch die Station Energy.
Im April 2015 wurde die Verlängerung der Linie mit einer Zweigstrecke bekanntgegeben. Diese erschließt das Areal, in dem im Jahr 2021 die Weltausstellung (Dubai Expo 2020) stattfand. Am 29. Juni 2016 wurde von der RTA der Vertrag für den Zweig der Red Line zwischen Nakheel Harbour & Tower (heute Jabal Ali) und der Expo 2020 Station vergeben. Gewonnen hat den Vertrag das Expolink-Konsortium bestehend aus Acciona (Spanien) / Gülermak (Türkei) / Alstom (Frankreich) für einen Preis von 2,9 Mrd. $ (10,6 Mrd. AED). Von Alstom wurden Züge und die elektro-mechanischen Systeme geliefert, Acciona und Gülermak bauten die Strecke, von Thales kam die Zugsicherungs- und Signaltechnik.
Die vier weiteren Bewerber für das Projekt waren: Nurol (Türkei) / Astaldi (Italien) / Construcciones y Auxiliar de Ferrocarriles (CAF) (Spanien), Mapa Gunal (Türkei) / China Railway Group (China) / CSR Corporation (China), Orascom (Ägypten), Yapi Mercezi (Türkei), GS Engineering & Construction (Südkorea) / Siemens (Deutschland), und Ōbayashi (Japan)/ CCC (Griechenland) / Mitsubishi (Japan).
Der neueste Streckenabschnitt ist 15 Kilometer lang, beginnend mit einem Abzweig von der Red Line an der Station Nakheel Harbour & Tower (seit Mai 2020 Jabal Ali). 11,8 Kilometer sind oberirdisch als Viadukt mit vier Stationen, zwei weitere Stationen im 3,2 Kilometer langen Tunnelabschnitt. Die oberirdische Endstation befindet sich auf dem Expo-2000-Gelände. Mit 15 neuen Zügen wird die neue Strecke bedient (weitere 35 Züge haben die Flotte auf den bestehenden Linien verstärkt). Für die Expo wurde mit einem Passagieraufkommen von 35.000 Personen an Werktagen und 47.000 an Wochenenden gerechnet, das sollten etwa 20 % der Expo-Besucher sein. Auf der neuen Strecke können 23.000 Passagiere pro Stunde und Richtung transportiert werden. Die Eröffnung der Strecke erfolgte vollständig am 1. Juni 2021.

## Infrastruktur
Die Rote Linie hat nur sechs im Tunnel gelegene Stationen. Die entsprechenden Tunnelstrecken (inklusiv jener unter dem Dubai Creek) wurden im Schildvortrieb unter der Oberfläche gebaut. Die übrigen Strecken verlaufen überwiegend aufgeständert als Hochbahn, dabei verläuft die Stammstrecke zum größten Teil entlang der Sheikh Zayed Road.
Die Station Union in Deira ist einer der zwei Kreuzungspunkte der Roten Linie und der Grüne Linie und ist der flächengrößte unterirdische Metrobahnhof der Welt: 230 mal 50 Meter auf drei Etagen. Der zweite Bahnhof, an dem sich Rote Linie und Grüne Linie kreuzen, ist BurJuman (früher Khalid bin Al Waleed).

## Betrieb
Die Rote Linie wird von 5.30 Uhr bis 24 Uhr, donnerstags und freitags bis 1.00 Uhr nachts betrieben. Freitag vormittags ruht der Verkehr. Die gesamte Fahrtdauer von Endhaltestelle zu Endhaltestelle beträgt 66 Minuten.

## Zukunft
Eine Verlängerung der Roten Linie von UAE Exchange (am Hafen Dschabal Ali) bis zur Grenze des Emirats Abu Dhabi war schon länger angedacht und ist derzeit in Planung. Da Abu Dhabi ein vergleichbares Metrosystem plant, eröffnet sich mit dieser 12 Kilometer langen Verlängerung die Möglichkeit eines durchgehenden Verkehrs.
Die Zweigstrecke zum Expo 2020-Gelände soll bis zum Flughafen Dubai-World Central (Al Maktoum International Airport) verlängert werden.